# Dysodia brandbergensis
Dysodia brandbergensis is een vlinder uit de familie venstervlekjes (Thyrididae). De wetenschappelijke naam van deze soort is voor het eerst geldig gepubliceerd in 2004 door Thiele.
De soort komt voor in tropisch Afrika.